# EPrix Říma
ePrix Říma (anglicky: Rome ePrix) je jedním ze závodů šampionátu vozů Formule E, pořádané Mezinárodní automobilovou federací. Místem konání je trať Circuto Cittadino dell'EUR v Římě, hlavním městě Itálie.

## Vítězové ePrix Říma

### Opakovaní vítězové (jezdci)
| Počet vítězství | Jezdec      | Roky                                           |
| --------------- | ----------- | ---------------------------------------------- |
| 4               | Mitch Evans | 2019, 2022 závod 1, 2022 závod 2, 2023 závod 1 |

### Vítězové v jednotlivých letech
| Rok          | Jezdec            | Konstruktér                | Trať                       | Výsledky |
| ------------ | ----------------- | -------------------------- | -------------------------- | -------- |
| 2023 závod 1 | Mitch Evans       | Jaguar Racing              | Circuto Cittadino dell'EUR | Výsledky |
| 2023 závod 2 | Jake Dennis       | Andretti-Porsche           | Circuto Cittadino dell'EUR | Výsledky |
| 2022 závod 1 | Mitch Evans       | Jaguar Racing              | Circuto Cittadino dell'EUR | Výsledky |
| 2022 závod 1 | Mitch Evans       | Jaguar Racing              | Circuto Cittadino dell'EUR | Výsledky |
| 2021 závod 1 | Jean-Éric Vergne  | Techeetah                  | Circuto Cittadino dell'EUR | Výsledky |
| 2021 závod 2 | Stoffel Vandoorne | Mercedes EQ Formula E Team | Circuto Cittadino dell'EUR | Výsledky |
| 2019         | Mitch Evans       | Jaguar Racing              | Circuto Cittadino dell'EUR | Výsledky |
| 2018         | Sam Bird          | DS Virgin Racing           | Circuto Cittadino dell'EUR | Výsledky |